# Високошвидкісна залізниця Ланьчжоу — Урумчі
Високошвидкісна залізниця Ланьчжоу — Урумчі (спрощ.: 兰新铁路第二双线; кит. трад.: 蘭新鐵路第二雙線; піньїнь: lánxīn tiělù dìèr shuāngxiàn) — високошвидкісна залізниця у Північно-Західному Китаї сполучає місто Ланьчжоу провінції Ганьсу із містом Сінін Цинхай, і містом Урумчі Сіньцзян-Уйгурського автономного району.
Будівельні роботи були розпочаті 4 листопада 2009. Прокладання колії було завершено 16 листопада 2013. Залізниця має 1,776 км завдовжки, з них 795 км - у Ганьсу, 268 км — у Цінхаї та 713 км — у Сіньцзяні. На лінії побудована 31 станція. Кошторисна вартість проекту 143,5 млрд юанів.
Залізниця на дільниці через Ціляньшань біля тунелю  № 2 прокладено на висоті 3.607 метрів над рівнем моря, що робить її найвищою швидкісною залізничною колією у світі.
Перший черга Урумчі-Кумул, була відкрита 16 листопада 2014 року. Решта лінії відкрито 26 грудня 2014 року. Лінія скоротила час подорожі поїздів між двома містами з 20 годин до 12 годин.